# پروژه ایکس (فیلم ۱۹۸۷)
پروژه ایکس (به انگلیسی: Project X) فیلمی محصول سال ۱۹۸۷ و به کارگردانی جاناتان کاپلان است. در این فیلم بازیگرانی همچون متیو برودریک، هلن هانت، ویلیام سدلر، استیون لانگ، جین اسمارت، دانیال روبوک، دیک میلر و لنس ای.نیکولز ایفای نقش کرده‌اند.